# Kunnamangalam
Kunnamangalam är en ort i Indien.   Den ligger i distriktet Kozhikode och delstaten Kerala, i den södra delen av landet, 1 900 km söder om huvudstaden New Delhi. Kunnamangalam ligger 29 meter över havet och antalet invånare är 38 372.
Terrängen runt Kunnamangalam är platt. Runt Kunnamangalam är det mycket tätbefolkat, med 1 056 invånare per kvadratkilometer. Närmaste större samhälle är Calicut, 12,3 km sydväst om Kunnamangalam. I omgivningarna runt Kunnamangalam växer i huvudsak städsegrön lövskog.